# Ciudad Quesada (Alicante)
Ciudad Quesada es una urbanización del municipio de Rojales (provincia de Alicante,  Comunidad Valenciana, España). Cuenta con 13 776 habitantes (INE 2014).
Situada en la parte sur del término municipal de Rojales, se encuentra a 6 km del mar Mediterráneo. La mayor parte de la población es extranjera, principalmente de origen británico. Actualmente unas 30 000 viviendas forman Ciudad Quesada.
| Año  | Población |
| ---- | --------- |
| 2009 | 15 170    |
| 2010 | 15 607    |
| 2011 | 16 345    |
| 2014 | 13 776    |

## Ocio en Ciudad Quesada
En Ciudad Quesada existen multitud de opciones de ocio y lugares cercanos para visitar. Las playas más cercanas son las de Torrevieja, La Mata y Guardamar del Segura.
Por otro lado, cuenta con un centro comercial llamado Quesada Centro, situado en el centro de Ciudad Quesada. Su construcción incrementó las opciones de ocio, ya que dispone de bares, restaurantes, cafeterías y tiendas.